# Бакайський жолоб

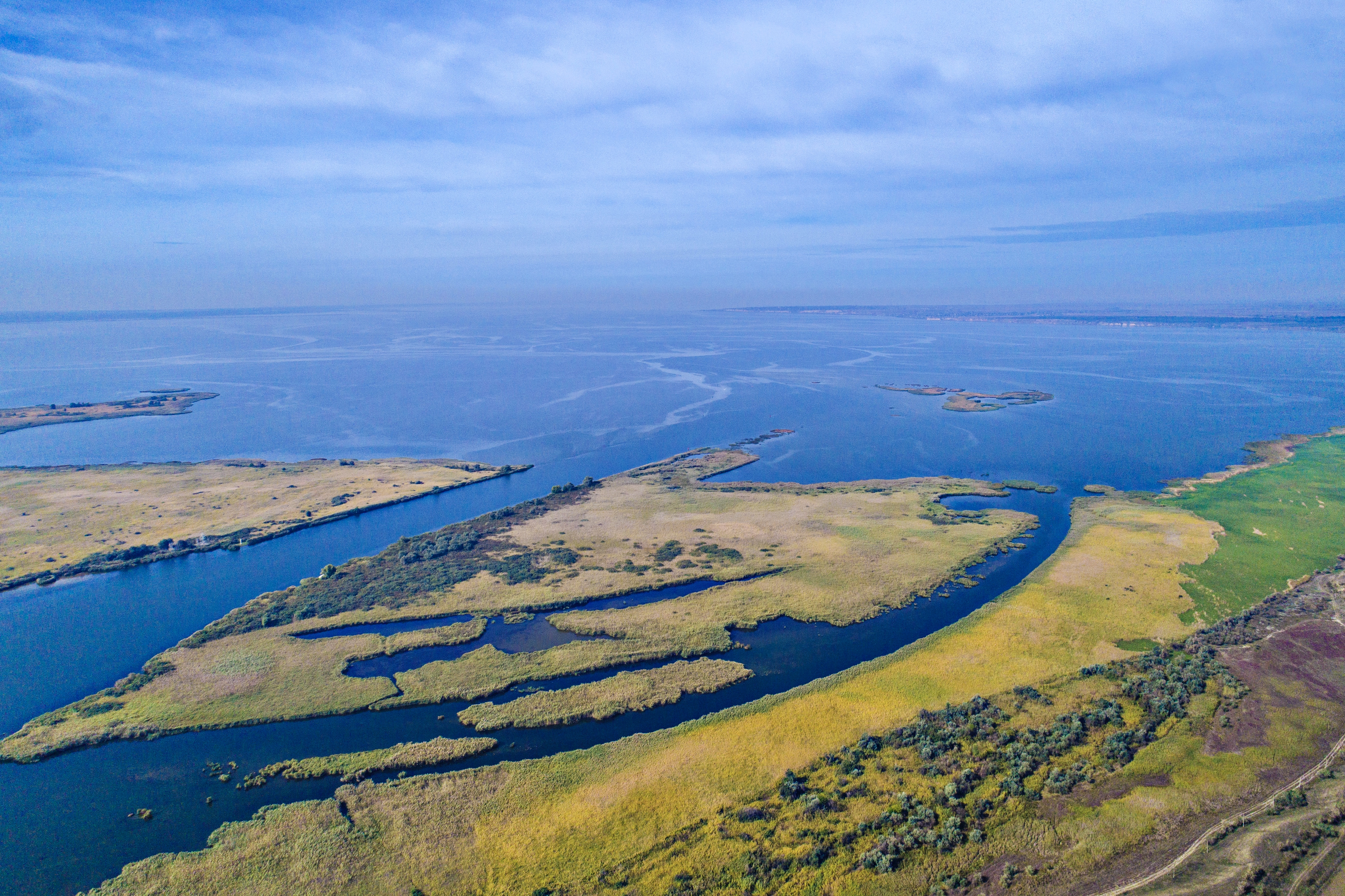
Бакайський жолоб

Бака́йський жо́лоб — загальнозоологічний заказник місцевого значення в Україні. 
Один з об'єктів природно-заповідного фонду Херсонської області. Розташований у межах Білозерського району Херсонської області, на південь від села Кізомис. 
Площа 1680 га. Статус присвоєно згідно з рішенням облвиконкому від 03.03.1978 року № 160/5, перезатверджено 19.08.1983 року № 441/16. Перебуває у віданні ДП «Херсонське ЛМГ» (Білозерське лісництво, кв. 44-46, 52-59). 
Заказник «Бакайський жолоб» розташований у місці, де Дніпро переходить у Дніпровський лиман, на островах Бугаз, Васильковому, Великому, Домаському, Забичі та Просерецькому. Природно-заповідний об'єкт є сприятливим місцем для розвитку тваринного і рослинного світу, оскільки завдяки нагінним явищам, а саме в період західних вітрів, по дну лимана сюди проникає морська солона вода, яка зливається з прісною. У протоках і на мілководдях відбувається нерест багатьох видів риб, на обмілинах і острівцях дельти зростають очерет південний, куга озерна, а у воді — латаття біле, глечики жовті. Заказник є місцем концентрації значної кількості птахів, особливо в період перельотів. До рідкісних видів рослин, які тут зростають, належать: сальвінія плаваюча, водяний горіх і плавун щитолистий.